# 양포동
양포동(陽浦洞)은 대한민국 경상북도 구미시 도심의 동북쪽에 위치한 동이다.

## 연혁
- 1977년 2월 15일: 칠곡군 인동면에서 구미지구출장소로 편입
- 1978년 2월 15일: 구미시 승격, 행정동인 양계동(법정동: 양호동, 옥계동, 거의동), 포전동(법정동: 구포동, 금전동) 설치
- 1983년 2월 15일: 포전동과 양계동을 통합하여 양포동으로 개칭[1]

## 법정동
- 거의동(居依洞)
- 구포동(龜浦洞)
- 금전동(金田洞)
- 옥계동(玉溪洞)
- 양호동(陽湖洞) 일부(낙동강 동쪽 지역)

## 교육 기관
- 옥계동부초등학교
- 양포초등학교
- 옥계초등학교
- 옥계동부중학교
- 옥계중학교
- 구미옥계고등학교 (예정)
- 금오공과대학

## 주거

### 아파트
| 단지명                          | 건설사         | 시행사           | 주소               | 주소   | 입주        | 비고 |
| ------------------------------- | -------------- | ---------------- | ------------------ | ------ | ----------- | ---- |
| 옥계신나리 1차                  | 한국개발㈜     | 경상북도개발공사 | 산호대로21길 6     | 거의동 | 2002년 3월  |      |
| 옥계신나리 2차                  | 삼능건설㈜     | 경상북도개발공사 | 산호대로25길 15    | 옥계동 | 2005년 9월  |      |
| 옥계부영 1차                    | ㈜부영         | ㈜부영           | 산호대로25길 53    | 옥계동 | 1999년 5월  |      |
| 옥계부영 2차                    | ㈜부영         | ㈜부영           | 산호대로25길 39    | 옥계동 | 1999년 5월  |      |
| 옥계 동화타운                   | ㈜동화주택     | ㈜동화주택       | 흥안로 43          | 옥계동 | 1998년 11월 |      |
| 구미 옥계 삼구트리니엔          | ㈜삼구건설     | ㈜삼구건설       | 옥계북로 33        | 옥계동 | 2008년 10월 |      |
| 구미 옥계 현진에버빌 엠파이어   | ㈜현진         | ㈜현진에버빌     | 옥계북로 69        | 옥계동 | 2009년 4월  |      |
| 구미 옥계 e편한세상             | 고려개발       | 고려개발         | 산호대로39길 25    | 옥계동 | 2008년 11월 |      |
| 구미 옥계 중흥S-클래스 에듀힐스 | ㈜중흥토건     | ㈜중봉건설       | 해마루공원로 80    | 옥계동 | 2016년 2월  |      |
| 구미 옥계 세영리첼 더 프라임    | ㈜세영종합건설 | ㈜세영개발       |                    | 옥계동 | 2018년 8월  |      |
| 구포성원                        | 성원산업개발㈜ | 성원산업개발㈜   | 옥계2공단로 264-11 | 구포동 | 1998년 11월 |      |

- 동우종합건설 옥계 대백타운 아파트 : 1994년 6월 입주.
- 대동건설 옥계 대동타운 아파트 : 1995년 5월 입주.
- 대우건설 옥계 대우아파트 : 2001년 5월 입주.
- 에덴 옥계에덴 아파트 : 1996년 9월 입주.
- 요진건설산업 구미 옥계 더힐아파트 (舊. 구미 옥계 휴먼시아 1단지) : 2011년 6월 입주.
- 한국토지주택공사 구미 옥계 휴먼시아 2단지 : 2011년 6월 입주.